# Ernst Steiger (Verleger)

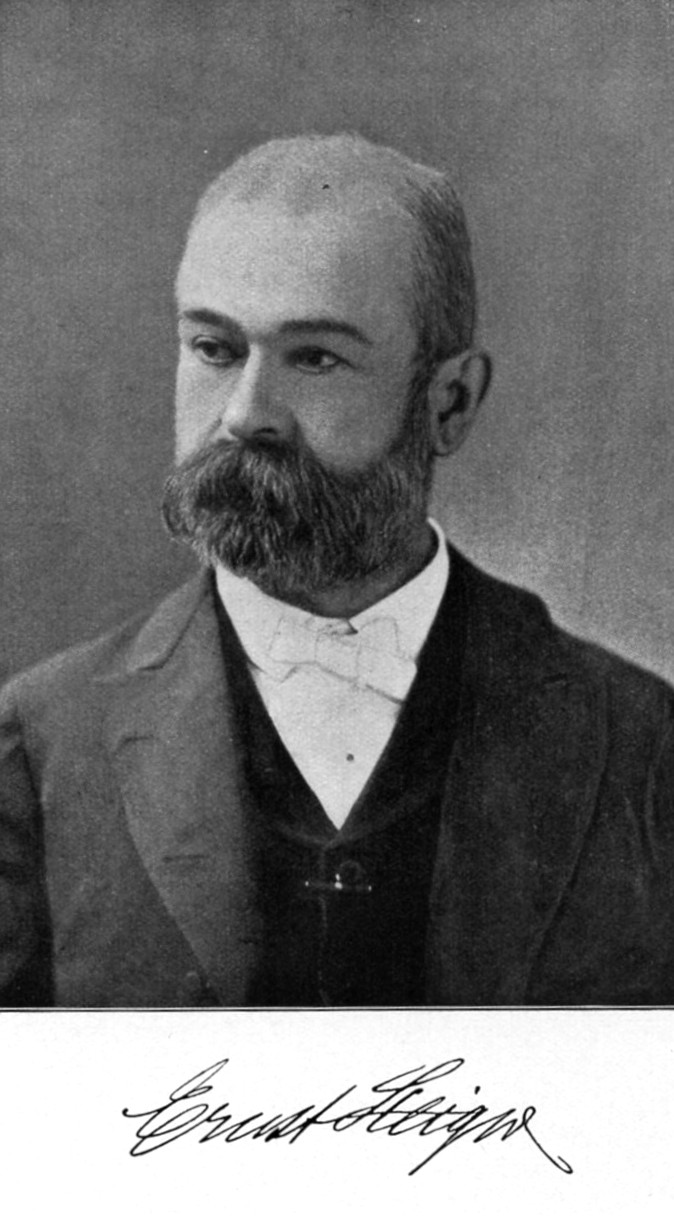
Ernst Steiger

Ernst Steiger (* 4. Oktober 1832 in Gastewitz; † 5. August 1917 in New York) war ein deutsch-US-amerikanischer Buchhändler, Zeitungs- sowie Buchverleger und Publizist.

## Leben
Steiger war der Sohn des Landwirts Christian Traugott Steiger und von dessen Frau Johanne Juliane, geb. Rossberg. Er absolvierte von 1848 bis 1852 eine Buchhändler-Lehre in der Kommissionsbuchhandlung von Bernhard Hermann in Leipzig. Ab 1853 arbeitete er bei einer Buchhandlung in Dresden, bevor er 1855 nach New York ging, wo er beim deutsch-amerikanischen Verleger Bernhard Westermann arbeitete. 1864 machte er sich mit einer Zeitungsagentur in New York selbstständig, ab 1866 betrieb er insbesondere das internationale Pressegeschäft und importierte deutsche Presseprodukte im großen Stil. Nach dem Amerikanischen Bürgerkrieg erweiterte er die Firma um ein Verlagsgeschäft, eine Sortimentsbuchhandlung, eine Buchdruckerei, eine Buchbinderei und eine Leihbücherei. Seit 1880 hieß die Firma „Ernst Steiger & Company“.
In seinem Verlag veröffentlichte Steiger auch Werke zeitgenössischer europäischer Autoren, die er in den USA nachdruckte. Sie erschienen in Buchreihen wie „Steigers Hausbibliothek“ und „Steiger's Lesebücher“. Ernst Steiger verfasste zahlreiche Publikationen, insbesondere über das amerikanische Urheberrecht, über den amerikanischen Buchmarkt und den transatlantischen Buchhandel, die zum Teil heftige Debatten auslösten.
1887 wurde Steigers Tochter und 1891 sein Sohn Ernst Steiger jun. in das Geschäft aufgenommen, nach 1914 führte der Sohn den Betrieb fort.

## Ehrungen
- Preußischer Kronenorden (1873)
- Große Goldene Medaille der Weltausstellung in Wien (1876)
- Franz-Joseph-Orden (1876)

## Schriften (Auswahl)
- Der Nachdruck in Nordamerika: mein Wirken als dt. Buchhändler; 2 Aufsätze. New York 1866.
- Mittheilungen über den Vertrieb deutscher Bücher und Zeitschriften in den Vereinigten Staaten. Steiger, New York 1868.
- Deutscher Buchhandel und Presse, und der Nachdruck deutscher Bücher in Nord-Amerika: Zeitungs-Artikel. Steiger, New York 1869.
- The periodical literature of the United States of America. Steiger, New York 1873.
  - Neuausgabe: Karl John Richard Arndt: The annotated and enlarged edition of Ernst Steiger's precentennial bibliography The periodical literature of the United States of America. Kraus, Millwood, N.Y. 1979, ISBN 0-527-03668-4.
- Dreiundfünfzig Jahre Buchhändler in Deutschland und Amerika: Erinnerungen und Plaudereien, zur Verbreitung in engerem Kreise. Steiger, New York 1901.
- Das Gespenst des Nachdrucks deutscher Bücher in Nord-Amerika: eine harmlose Plauderei, zur Aufklärung niedergeschrieben. Steiger, New York 1902.
- Urheberrecht und Nachdruck in Nord-Amerika: Plaudereien zur Berichtigung irriger Anschauungen. Steiger, New York 1908.